# Буянов, Иван Фёдорович
Иван Фёдорович Буянов (1926—1976) — комбайнёр совхоза «Октябрьский» Кугарчинского района, Башкирская АССР. Герой Социалистического Труда (1971).

## Биография
Родился 9 октября 1926 года в деревне Ардатово Кугарчинского района Башкирии в крестьянской семье. Русский.
Окончил 7 классов школы. Трудовую деятельность начинал пастухом, затем конюхом в родной деревне.
Вскоре после окончания Великой Отечественной войны призван в армию.
В 1950—1951 гг. учился в Мраковской школе механизации сельского хозяйства, по окончании которой работал комбайнером Кугарчинской машинно-тракторной станции. С июля 1958 г. — комбайнер колхоза «Красный Октябрь», с 1961 г. - комбайнер совхоза «Октябрьский» Кугарчинского района.
В 1968 году комбайнёр И. Ф. Буянов намолотил двенадцать с лишним тысяч центнеров зерна и был удостоен серебряной медали Выставки достижений народного хозяйства (ВДНХ) в Москве.
В 1969 году Иван Буянов, когда поля в результате засухи были намного скуднее, вновь добился лучшего результата — намолотил в страду семь тысяч центнеров зерна, находясь в равных условиях с другими механизаторами.
В 1966—1970 гг. подобрал на комбайне зерновые культуры с площади 2 062 гектара при плане 1 500 гектаров и намолотил 44 466 центнеров зерна при плане 18 750 центнеров, кроме того, скосил 496 гектаров зерновых. В 1970 г. за 10 рабочих дней подобрал 251 гектар зерновых культур и намолотил 4 980 центнеров зерна при отличном качестве работы.
Жил в деревне Максютово Кугарчинского района Башкирии, где и скончался 30 апреля 1976 г. Похоронен на деревенском кладбище в Максютово.
За выдающиеся успехи, достигнутые в развитии сельскохозяйственного про изводства и выполнении пятилетнего плана продажи государству продукта земледелия и животноводства, Указом Президиума Верховного Совета СССР от 8 апреля 1971 г. И. Ф Буянову присвоено звание Героя Социалистической Труда.

## Награды
- Указом Президиума Верховного Совета СССР от 8 апреля 1971 года за высокие показатели в период уборки урожая комбайнёру Буянову Ивану Фёдоровичу присвоено звание Героя Социалистического Труда с вручением ордена Ленина и золотой медали «Серп и Молот».
- Награждён орденом Ленина, медалями.

## Память
Одна из улиц села Максютова названа в честь Буянова И. Ф.